# Arian Foster
Arian Isa Foster (geboren am 24. August 1986 in Albuquerque, New Mexico) ist ein ehemaliger US-amerikanischer American-Football-Spieler auf der Position des Runningbacks. Er spielte College Football an der University of Tennessee und wurde 2009 als ungedrafteter Free Agent von den Houston Texans verpflichtet. Er etablierte sich als einer der seinerzeit besten Runningbacks der National Football League (NFL) und stellte mehrere Franchise-Rekorde für die Texans auf. Zuletzt spielte er für die Miami Dolphins. Am 25. Oktober 2016 gab er seinen Rücktritt bekannt.

## Frühe Jahre
Arian wuchs als Sohn von Carl Foster und Bernadette Aquillera in Albuquerque, New Mexico auf. Sein Vater spielte College Football für die University of New Mexico, verpasste aber den Sprung in die NFL. Zu seinem Missfallen ließ seine Frau Arian ab seinem siebten Lebensjahr Football spielen. Nach der Scheidung seiner Eltern zog er mit seinem Vater 1999 nach San Diego, wo er für die Mission Bay High School zunächst als Linebacker und dann als Runningback auflief. In seiner High-School-Karriere gelangen ihm insgesamt 2500 Yards Raumgewinn und 24 Touchdowns aus dem Spiel heraus, und sechs Return-Touchdowns in seinem Senior-Jahr. Neben Football war er auch in der Leichtathletik aktiv und übte Sprintdisziplinen und Hochsprung aus.
Nach seiner Schulzeit besuchte er die University of Tennessee, wo er die Spielzeit 2004 auf Grund der hohen Konkurrenz auf seiner Position zunächst aussetzte. 2005 stieg er zum Stammspieler auf und lief in elf Spielen für 979 Yards und sieben Touchdowns. Im nächsten Jahr hatte er mit Verletzungen zu kämpfen, was seiner Effektivität schadete, doch 2007 brach er die 1000-Yard-Marke, indem er bei 245 Versuchen für 1.193 Yards und zwölf Touchdowns lief. Zu diesem Zeitpunkt galt er als potenzieller Zweitrunden-Pick, doch sein damaliger Head Coach Phillip Fulmer konnte ihn davon überzeugen, noch ein weiteres Jahr College Football zu spielen, was er später sehr bereute. In seiner Senior-Saison wurde Foster Opfer einer neuen Offensiv-Taktik, mit der die Trainer die anderen Runningbacks mehr involvieren wollten. Außerdem führte Fulmer angebliche Verletzungen Fosters als Gründe für seine reduzierten Einsatzzeiten an. Somit erreichte Foster nur 849 Yards Raumgewinn und fünf Touchdowns in seiner letzten Saison am College, wodurch er nur noch als Fünft- oder Sechstrundenpick für den aufkommenden Draft eingeschätzt wurde.

## NFL

### Houston Texans
Foster wurde widererwartend von keinem der 32 NFL-Teams im NFL Draft 2009 ausgewählt und somit nahmen die Houston Texans am 1. Mai 2009 als Free Agent unter Vertrag. Noch vor Beginn der Regular Season wurde er wieder entlassen und für den Practice Squad verpflichtet. Am 17. November wurde er doch noch in den aktiven Kader aufgenommen und machte am 23. November 2009 sein NFL-Debüt in den Special Teams gegen die Tennessee Titans. Er erzielte seinen ersten NFL-Touchdown gegen die Miami Dolphins am 27. Dezember 2009 nach einem 17-Yard-Lauf. Sein erster Einsatz als Starter kam am 3. Januar 2010, als er gegen die New England Patriots für 119 Yards und zwei Touchdowns lief.
Am ersten Spieltag der Saison 2010 ersetzte Foster Steve Slaton, den Startspieler der vorherigen Spielzeit, und brach Franchise-Rekorde, als er gegen die Indianapolis Colts bei 33 Versuchen für 231 Yards und drei Touchdowns lief. Dieses Spiel war der Auftakt zu einer Spielzeit, in der Foster unter allen NFL-Runningbacks die meisten Yards erlief und er sich mit 1.616 Laufyards den „Rushing Titel“ sicherte. Zusätzlich fing er Pässe für 604 Yards, womit er den Rekord von Priest Holmes, für den meisten von einem ungedrafteten Spieler erreichten Raumgewinn in einer Saison, brach.
2011 hatte Foster zunächst mit Verletzungen zu kämpfen und verpasste drei Spiele. In 13 Spielen kam er dennoch auf über 1000 erlaufene Yards und wurde wieder in den Pro Bowl gewählt. Insbesondere seine Fähigkeiten im Passspiel machten ihn für den Gegner schwer ausrechenbar und er kam zusätzlich auf 607 Yards Raumgewinn nach Passfängen.
Am 5. März 2012 unterschrieb er bei den Texans einen Fünfjahresvertrag über 43,5 Millionen US-Dollar. Am 8. Oktober erreichte er gegen die New York Jets in seinem 40. Spiel die 5000-Yard-Raumgewinn-Marke durch Pass- und Laufspiel, was nur Edgerrin James (36 Spiele) und Eric Dickerson (39 Spiele) schneller gelang. Er wurde für seinen dritten Pro Bowl nominiert und führte die NFL in Laufversuchen (351) und erlaufenen Touchdowns (15) an.
2013 verpasste er durch Verletzungen die Hälfte der Saison und unterzog sich schließlich eines Rücken-Operation. In seinen Einsätzen kam er auf 542 erlaufene Yards und zwei Touchdowns.
2014 gelang ihm ein starkes Comeback und er lief für 1.246 Yards und acht Touchdowns, was ihm seine vierte Pro-Bowl-Teilnahme einbrachte.
In der Saison 2015 verpasste er zunächst die ersten Saisonspiele durch eine Adduktorenverletzung und riss sich schließlich am 7. Spieltag gegen die Miami Dolphins die Achillessehne, was die Saison für ihn vorzeitig beendete.
Nach sieben Jahren bei den Texans wurde Foster am 3. März 2016 entlassen.

### Miami Dolphins
Am 18. Juli 2016 unterzeichnete Foster einen Ein-Jahres-Vertrag bei den Miami Dolphins.

## Texans Rekorde
- Meiste erlaufene Yards (6.309)
- Meiste erlaufene Touchdowns (53)
- Meiste erlaufene Yards in einer Saison (1.616)
- Meiste erlaufene Touchdowns in einer Saison (16)
- Erster Spieler in der NFL Geschichte mit mehr als 100 erlaufenen Yards in seinen ersten drei Play-off-Spielen

## Film und Fernsehen
Foster hatte einen Gastauftritt als Schauspieler in Hawaii Five-0, indem er sich selbst spielte. Außerdem spielte er im Film Draft Day einen Runningback, der im NFL-Draft ausgewählt wird. Weiter ist Foster im Film Baywatch als Basketballspieler am Strand zu sehen. Vernon Davis, ebenfalls NFL Profi, ist in derselben Szene als Basketballer vertreten.